# Pinudjem I.
Pinudjem I. war während der 21. Dynastie (Dritte Zwischenzeit) um 1070 bis 1055 v. Chr. Hohepriester des Amun in Theben und etwa 1070 beziehungsweise von 1054 bis 1032 v. Chr. König von Oberägypten unter der Oberherrschaft von Smendes I., Amenemnesut und Psusennes I.
Pinudjem I. war der Sohn des Hohepriesters Pianch und der Hereret und wurde als Nachfolger seines Schwagers Herihor Hohepriester von Theben. Als Smendes im Jahr 1069 v. Chr. Pharao wurde, erreichte er die Anerkennung seines Machtbereiches durch ihn, im Gegenzug erkannte er dessen Königtum an. Er ist seitdem als militärischer Oberbefehlshaber und Statthalter Oberägyptens von der Festung el-Hibeh bis zur Insel Sehel bei Assuan bezeugt.
Im Jahr 1054 v. Chr. übernahm sein Sohn Masaharta das Amt des Hohepriesters des Amun, während Pinudjem I. sich selbst als König betrachtete (nach K. A. Kitchen), wohingegen er dies nach einer anderen Lehrmeinung (Jansen-Winkeln) bereits seit 1070 v. Chr. tat.